# 荣新江
荣新江（1960年—），天津人，祖籍河北滦南。毕业于北京大学，北京大学博雅讲席教授，中华人民共和国历史学家，主要研究唐朝历史，尤其是西域文化。

## 生平
1960年，荣新江出生在天津市。1978年，荣新江考入北京大学历史系，毕业后留校任教，1988年任副教授，1993年任教授。1984年9月至1985年7月，荣新江在荷兰莱顿大学汉学研究院学习。

## 著作
- . 北京市: 北京大学出版社. 2005. ISBN 9787301100974.

- . 北京市: 三联书店. 2014. ISBN 9787108035530.

- . 北京市: 三联书店. 2014. ISBN 9787108050502.

- . 北京市: 北京大学出版社. 2015. ISBN 9787301260845.

- . 上海市: 上海古籍出版社. 2015. ISBN 9787532569946.

- . 北京市: 中华书局. 2018. ISBN 9787101132496.

- 荣新江; 党宝海. . 北京市: 北京大学出版社. 2019. ISBN 9787301303283.

- . 北京市: 北京大学出版社. 2020. ISBN 9787301186657.

- . 北京市: 中华书局. 2020. ISBN 9787101147018.

- . 北京市: 凤凰出版社. 2020. ISBN 9787550631885.

- . 北京市: 北京大学出版社. 2020. ISBN 9787301047712.

- 赵莉; 荣新江 (编). . 北京市: 中西书局. 2021. ISBN 9787547516638.

- 荣新江; 史睿 (编). . 北京市: 中华书局. 2021. ISBN 9787101151084.

- 荣新江; 罗丰. . 北京市: 科学出版社. 2021. ISBN 9787030486295.

- 荣新江; 辛德勇; 孟宪实; 韩昇; 葛承雍. . 北京市: 三联书店. 2021. ISBN 9787108069733.

## 荣誉
- 2021年7月22日，英国国家学术院（British Academy）通讯院士（Corresponding Fellow）[3]